# Куренбельський сільський округ
Куренбе́льський сільський округ (каз. Күреңбел ауылдық округі, рос. Куренбельский сельский округ) — адміністративна одиниця у складі Жуалинського району Жамбильської області Казахстану. Адміністративний центр — село Куренбель.
Населення — 2071 особа (2021; 2127 у 2009, 2094 у 1999, 2321 у 1989).
Станом на 1989 рік існувала Самсоновська сільська рада (села Каратас, Самсоновка).

## Склад
До складу округу входять такі населені пункти:
| Населений пункт | Старі назви | Населення, осіб (1989) | Населення, осіб (1999) | Населення, осіб (2009) | Населення, осіб (2021) |
| --------------- | ----------- | ---------------------- | ---------------------- | ---------------------- | ---------------------- |
| Каратас, село   | -           | 248                    | 209                    | 194                    | 255                    |
| Куренбель, село | Самсоновка  | 2073                   | 1885                   | 1933                   | 1816                   |